# Cantonul Saint-Chinian
Cantonul Saint-Chinian este un canton din arondismentul Béziers, departamentul Hérault, regiunea Languedoc-Roussillon, Franța.

## Comune
- Agel
- Aigues-Vives
- Assignan
- Babeau-Bouldoux
- Cazedarnes
- Cébazan
- Cessenon-sur-Orb
- Cruzy
- Montouliers
- Pierrerue
- Prades-sur-Vernazobre
- Saint-Chinian (reședință)
- Villespassans